# Economia ambiental
L'economia ambiental és la branca de l'economia que realitza estudis teòrics i empírics dels efectes de les polítiques ambientals de diferents regions i països del món. Com a ciència econòmica, s'utilitza l'anàlisi de beneficis i costos per a comparar les polítiques ambientals alternatives relacionades amb temes com ara la pol·lució de l'aire, la qualitat de l'aigua, la producció de substàncies tòxiques, l'efecte hivernacle, l'escalfament global, i l'impacte econòmic (i el pagament per part dels causants) dels desastres industrials en l'ambient.

## L'economia ambiental i els problemes globals
En l'estudi de l'economia global hi ha dos extrems de pensament (la majoria dels economistes, però, no pertanyen a cap extrem, sinó a una combinació d'ambdós models de pensament). L'educació ambiental és una àrea important dins dels actuals currículums escolars en els diferents nivells d'ensenyament, incloent l'educació postgraduada. Els problemes ambientals globals constitueixen una de les qüestions fonamentals a tractar per la seva incidència en la qualitat de vida a tot el planeta. No obstant això els programes d'estudi de les assignatures no possibiliten, en general, un tractament ampli d'aquests continguts que, pel seu caràcter, corresponen a diferents àrees del coneixement.
Una de les vies possibles a emprar en els processos educatius per estudiar els problemes ambientals globals és la utilització de productes informàtics que complementin l'abordat dins dels programes d'estudi. En el treball es presenta l'Exposició Didàctica Virtual: PROBLEMES AMBIENTALS GLOBALS. L'exposició abasta el Canvi climàtic global, la Destrucció de la capa d'ozó, la pèrdua de biodiversitat, la Contaminació dels oceans, la Desertificació i altres.
En el contingut mostrat es posa en relleu la importància de conèixer els problemes ambientals globals i la seva contextualització a nivell regional i nacional. El tractament d'aquests problemes mitjançant aquesta exposició virtual, tant en activitats curriculars com extracurriculars en carreres d'enginyeria i en altres nivells d'ensenyament, posa en evidència la seva possible aplicació com a eina en l'ensenyament. La realització d'activitats docents en el marc d'aquesta exposició, en les quals els estudiants tenen la possibilitat de comprendre la gènesi dels problemes ambientals i les seves conseqüències, constitueix una mica d'indiscutible valor en el procés de la seva formació i capacitació professional. Aquests models són:

### Model pessimista
Originat en la dècada dels setanta, aquest model, basat en una tècnica coneguda com a sistemes dinàmics, pronostica l'escassesa de tots els recursos naturals. Quan tots el recursos s'hagin esgotat, hi haurà un col·lapse ràpid del sistema econòmic, el resultat del qual serà l'increment exponencial de l'atur, un ràpid decrement de la producció d'aliments, així com el decrement de la població per causa de l'increment de la taxa de mortalitat, el qual és causat per l'escassesa d'aliments i l'increment de la pol·lució ambiental. D'acord amb aquest model, el col·lapse pot ser evitat només per mitjà de la imposició d'un límit al creixement econòmic i al creixement de la població.

### Model optimista
Aquest model, proposat els anys vuitanta, estableix que l'evidència històrica suggereix que la creativitat humana ha superat els problemes d'escassesa així com els problemes ambientals produïts per les activitats econòmiques. La producció d'aliments, per exemple, per mitjà de l'increment de la tecnologia i la ciència, ha augmentat en gran manera, encara que avui només un petit percentatge de la població es dedica a les activitats agrícoles. Amb l'increment de l'activitat econòmica, la població té més diners i recursos per a invertir en la reducció de pol·lució; doncs així, no hauria d'imposar-se un límit al creixement econòmic. Finalment, els problemes d'escassesa de recursos naturals han estat solucionats per mitjà de la creativitat (nous sistemes d'aprofitament d'energia) o pel descobriment de noves fonts de recursos naturals. Els economistes del model optimista diuen: "no hi ha límits a la creativitat de l'home".

### Diferents problemes, diferents versions
No obstant les dues perspectives oposades sobre el problema ambiental, hi ha dades i fets immutables que causen problemes graus a l'ambient i que els economistes han de resoldre, i que, dependent de la naturalesa d'aquests problemes, el model pessimista o l'optimista és el millor per descriure la realitat, o una combinació, o cap model. Per exemple, sigui el que sigui el model que es prefereixi, el problema de l'escalfament global ha de resoldre's. A més, hi ha deficiències en els sistemes econòmics actuals; per exemple, encara que la producció d'aliments dels països desenvolupats és suficient per a satisfer-ne el consum, això no passa amb molts països en vies de desenvolupament, les taxes de creixement poblacional dels quals són molt majors a les taxes de creixement de la producció d'aliments (i les causes poden ser corrupció, guerra, desastres naturals imprevists, et. al).

## Economia ambiental com a eina per a la presa de decisions
Les tasques comunes, però, dels economistes ambientals estan relacionades amb el mesurament econòmic de l'impacte ambiental (positiu o negatiu) de les polítiques econòmiques o de projectes d'inversió. D'acord amb l'anàlisi de costos-beneficis, un projecte que té un impacte ambiental ha de ser analitzat en termes dels beneficis comparats amb alternatives. Els beneficis, però, no són només beneficis monetaris, sinó que l'economia ambiental monetitza els beneficis ambientals, com ara la protecció de les espècies, la conservació dels hàbitats únics d'una regió, l'impacte en les activitats de recreació ambientals, etc. Per mitjà de tècniques conegudes com a avaluacions de contingències, projectes de desenvolupament poden ser rebutjats si el cost sobre el medi ambient (monetitzat d'acord amb el valor que li dona la població que hi viu) és major als beneficis econòmics (com ara la creació de noves fonts de treball).